# Zambesidreef en omgeving
De Zambesidreef en omgeving is een buurt in de wijk Overvecht in Utrecht. In 2023 telde de buurt 3.885 inwoners.

## Ligging
De buurt wordt begrensd door de Carnegiedreef, park de Gagel, Karl Marxdreef en de Einsteindreef. Omliggende buurten/subwijken zijn Neckardreef en omgeving, Zamenhofdreef en omgeving, Amazone- en Nicaraguadreef en omgeving, Tigris- en Bostondreef en omgeving en het Poldergebied Overvecht.
Amazone- en Nicaraguadreef en omgeving · Bedrijventerrein Nieuw Overvecht · Neckardreef en omgeving · Poldergebied Overvecht · Taag- en Rubicondreef en omgeving · Tigris- en Bostondreef en omgeving · Wolga- en Donaudreef en omgeving · Zamenhofdreef en omgeving · Zambesidreef en omgeving